# Aleksander Adelman
Aleksander Adelman (ur. 17 sierpnia 1859 w Mikołajewie w pow. Radziechów, zm. 3 marca 1942 w Krakowie) – polski polityk chadecki, samorządowiec, senator I kadencji w latach 1923–1927, działacz społeczny, publicysta.

## Młodość
Urodził się w rodzinie Jana i Adeli z domu Macielińskiej. Ukończył szkołę ludową w Lisku a następnie gimnazjum realne we Lwowie i Jarosławiu. Od 1875 studiował na Politechnice Lwowskiej na Wydziale Chemiczno-Technicznym a następnie na Politechnice Wiedeńskiej, gdzie w 1879 uzyskał dyplom inżyniera chemii. Równolegle w latach 1877–1878 uczył się w szkole gorzelniczej.

## Życie i działalność do 1918
Od 1880 pracował jako chemik w cukrowniach w Mizoczu, Czarnominie (od 1881) i w Ragozdzie (gubernia charkowska) (od 1884). W 1886 kierował rafinerią ropy naftowej we Lwowie. 6 lutego 1886 ożenił się z Marią z domu Majewską – pianistką, uczennicą Ferenca Liszta. W 1888 został inspektorem gorzelnianym w Rzeszowie i Stanisławowie jako funkcjonariusz Krajowej Dyrekcji Skarbu we Lwowie. Ze względu na ciężką chorobę opuścił służbę państwową w 1908 i przeszedł na emeryturę. Na emeryturze był administratorem w krakowskim przedsiębiorstwie „Tomasz Górecki i Spółka”.
Pod koniec XIX wieku zaangażował się w społeczny komitet budowy pomnika Adama Mickiewicza we Lwowie. Działał również jako wiceprezes Towarzystwa Muzycznego i Towarzystwa Politechnicznego w Stanisławowie. Adelman pełnił także funkcję starszego w Kongregacji Kupieckiej w Krakowie, był radnym tego miasta.

## Działalność społeczna i polityczna w II Rzeczypospolitej

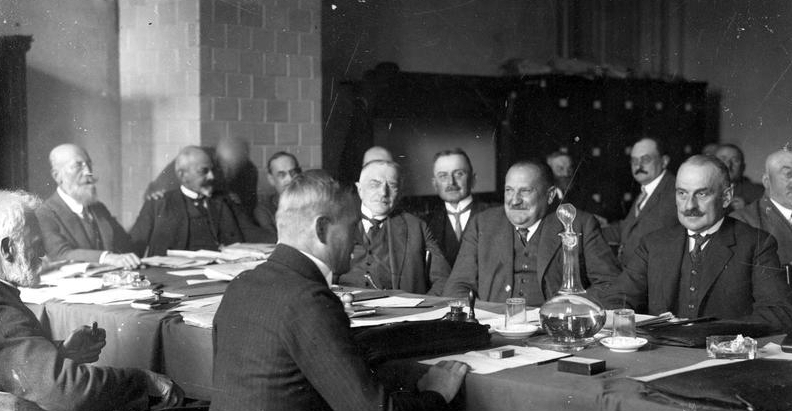
Senator Adelman (pierwszy z prawej) na posiedzeniu senackiej komisji do spraw reformy rolnej, wrzesień 1925

W II Rzeczypospolitej Adelman kontynuował działalność społeczną i rozpoczął działalność polityczną w Polskim Stronnictwie Chrześcijańskiej Demokracji. Zorganizował przedsiębiorstwo pod nazwą „Biuro Metalowe”, biuro notarialne oraz szkolnictwo handlowe w Krakowie(założyciel Wyższej Szkoły Handlowej), był członkiem rady nadzorczej Miejskiej Kasy Oszczędności oraz radcą Izby Przemysłowo-Handlowej w Krakowie. Adelman kierował także Biurem Odbudowy Małopolski z siedzibą w Krakowie.
W trakcie swojej działalności publikował artykuły prasowe między innymi w lwowskiej „Gazecie Codziennej” i krakowskim „Głosie Narodu” a także w czasopiśmie specjalistycznym – „Gorzelnik”.
W wyborach w 1922 startował do Senatu z listy nr 8 (Chrześcijański Związek Jedności Narodowej) jako zastępca senatora w województwie krakowskim. Objął mandat senatora opróżniony 9 marca 1923 na skutek rezygnacji biskupa Adama Stefana Sapiehy. W dniu 22 marca 1923 złożył ślubowanie i rozpoczął działalność w Senacie jako członek klubu Chrześcijańsko Narodowego Stronnictwa Pracy-Chrześcijańskiej Demokracji. Adelman zasiadał w komisji skarbowo-budżetowej (od 1926 był jej przewodniczącym), od 1925 był także przewodniczącym połączonych komisji w sprawie ustawy o reformie rolnej. W ramach działalności senackiej referował projekt ustawy o zaopatrzeniu inwalidów i ich rodzin oraz był sprawozdawcą budżetu Ministerstwa Skarbu.
Po zakończeniu mandatu senatora, bez powodzenia, startował w wyborach do Sejmu II kadencji z listy nr 25 (lista państwowa) oraz do Senatu III kadencji z listy nr 18 (lista państwowa i lista w województwie nowogródzkim). Niepowodzeniem zakończyły się także jego starania o fotel prezydenta Krakowa. W latach 30. działał w Polskim Stronnictwie Chrześcijańskiej Demokracji i Polskim Związku Turystycznym w Krakowie. Przed wyborami do Rady Miasta Krakowa z 1938 został wiceprezesem Prezydium Polskiego Bloku Katolickiego. Pochowany na cmentarzu Rakowickim (kwatera XXXIX-płd.-10).

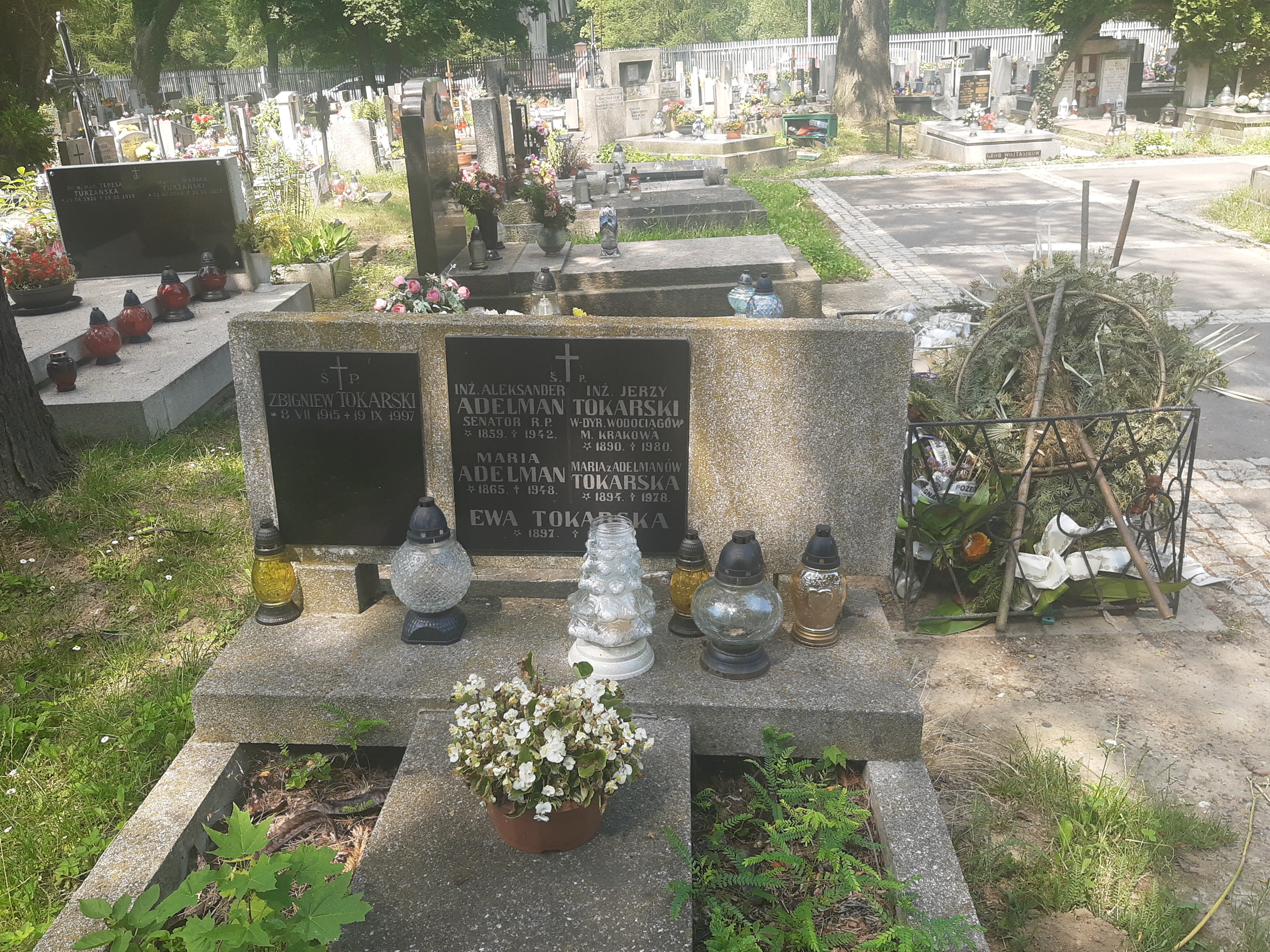
Grób Aleksandra Adelmana na cmentarzu Rakowickim